# كلهاري تي
كالاهاري تي Kalahari Tea شركة شاي أمريكية. تستورد وتوزع وتبيع منتجاتها عبر موقع إلكتروني، ولها العديد من أصناف الشاي.  أسسها نيد فيتش وديفيد أبراهامز، وكانت الشركة في البداية تختص بشاي رويبوس أو الشاي الأحمر، والذي كان يباع في متاجر غاينت إيغل، ومتاجر جي إن سي.